# عبد الرحمان بوقرموح
عبد الرحمان بوقرموح (بالأمازيغية: Ɛebderreḥman Bugarmuḥ)، ولد في 25 فبراير 1936 في أوزلاقن بالجزائر وتوفي يوم 3 فبراير 2013 في الجزائر العاصمة، هو مخرج سينمائي جزائري.

## سيرة شخصية
ولد لأب مدرس وأم ربة منزل، أكمل دراسته الثانوية في سن التاسعة في سطيف حيث شهد مجازر8 ماي 1945.
في عام 1957، التقى بالشخص الذي سيصبح أحد أصدقائه المقربين وهو الكاتب الأكاديمي مولود معمري. في عام 1960، التحق بـ IDHEC معهد الدراسات العليا في الكوريغرافيا حيث درس الإخراج. بعدها، أنتج، في شارع كونياك جاي، برامج لـ RTF.
عاد إلى الجزائر عام 1963 ليشارك في تأسيس المركز الوطني للسينما الجزائرية. في عام 1964، تم طرده بسبب آرائه السياسية. في عام 1965، قام بتحويل نص لمالك حداد إلى فيلم متوسط الطول باللغة الأمازيغية بعنوان "مثل الروح". تم رفض هذا العمل من قبل هيئة الرقابة، التي كانت تابعة في ذلك الحين على لوزارة الثقافة، لأن الفيلم لم يتم تصويره باللغة العربية. بعد خيبة الأمل هذه، عاد إلى باريس لإعادة تكييف الفيلم بالفرنسية، لكن هناك أيضًا لم ينجح حيث تمت مصادرة أشرطة الفيلم ثم إتلافها.
بين عامي 1965 و1968، أنتج بعض الأفلام الوثائقية وأصبح قريبًا من مناضلي القضية الأمازيغية مثل محند سعيد حنوز، طاووس عمروش، مولود معمري، مولود بطوش، محند أعراب بسعود.
في عام 1973، كان مساعد المخرج محمد الأخضر حمينة في تاريخ سنوات الجمر.
في 1996 أخرج فيلم "الربوة المنسية" وهو مقتبس من رواية الربوة المنسية لمولود معمري، وكان أول عمل سينيمائي بالأمازيغية.

## فيلموغرافيا
- 1965 : مثل الروح (فيلم متوسط الطول)
- 1967 : القلاع
- 1967 : السوق (وثائقي)
- 1967 : غرداية (وثائقي)
- 1968 : الألعاب الجامعية المغاربية (وثائقي)
- 1968 : 8 ماي 1945 (فيلم وثائقي)
- 1968 : الجحيم الساعة 10
- 1978 : Summer Birds (فيلم تلفزيوني)
- 1980 : أبيض وأسود (فيلم تلفزيوني)
- 1980 : نظرة على اليد (وثائقي)
- 1987 : صرخة الحجر
- 1996 : الربوة المنسية

### المذكرات والمراجع
1. ↑  "Abderrahmane Bouguermouh est décédé cet après-midi à Alger". مؤرشف من الأصل في 2023-02-03.
2. ↑  "Personnes / Africultures : Bouguermouh Abderrahmane" (بfr-FR). Archived from the original on 2023-03-04. Retrieved 2023-02-03.{{استشهاد ويب}}:  صيانة الاستشهاد: لغة غير مدعومة (link)

### روابط خارجية
- عبد الرحمان بوقرموح على موقع IMDb (الإنجليزية)
- عبد الرحمان بوقرموح على موقع الموسوعة البريطانية (الإنجليزية)
- عبد الرحمان بوقرموح على موقع ألو سيني (الفرنسية)
- عبد الرحمان بوقرموح على موقع أول موفي (الإنجليزية)
- عبد الرحمان بوقرموح على موقع قاعدة بيانات الفيلم (الإنجليزية)
- عبد الرحمان بوقرموح على موقع كينوبويسك (الروسية)